# Тајна инвазија (мини-серија)
Тајна инвазија (енгл. Secret Invasion) је америчка стриминг мини-серија, креирана за Дизни+, заснована према истоименим Марвеловим стриповима. Смештена је у Марвелов филмски универзум и дели континуитет са филмовима овог серијала. Продукцију серије је радио Марвел студио, са Кајлом Бредстритом као главим писцем.
Самјуел Л. Џексон репризира своју улогу Ника Фјурија из филмског серијала, заједно са Беном Менделсоном који се поново појављује као Талос. Развој серије је почео у септембру 2020, када су се Брадстрит и Џексон придружили пројекту. Назив и премиса серије, заједно са Менделсоновом улогом, откривени су у децембру исте године. Додатни кастинг је одржан током марта и априла 2021, а Томас Безуча и Али Селим су унајмљени као режисери током маја. Снимање је почело у септембру исте године у Лондону, а завршено је у априлу 2022. године. Серија је такође снимана у Западном Јоркширу и Ливерпулу.
Серија је премијерно емитована од 21. јуна до 26. јула 2023. године и састоји се од 6 епизода.

## Радња
Ник Фјури ради са Талосом, ванземаљцем Скрулом који мења облик, како би открио заверу групе одметнутих Скрула предвођених Гравиком који планирају да стекну контролу над Земљом представљајући се као различити људи широм света.

## Улоге
| Глумац              | Улога                      |
| ------------------- | -------------------------- |
| Самјуел Л. Џексон   | Ник Фјури                  |
| Бен Менделсон       | Талос                      |
| Кингсли Бен-Адир    | Гравик                     |
| Килијан Скот        | Пагон                      |
| Самјуел Адевунми    | Бето                       |
| Дермот Малрони      | Ритсон                     |
| Ричард Дормер       | Прескод                    |
| Емилија Кларк       | Гаја                       |
| Оливија Колман      | Соња Фолсворт              |
| Дон Чидл            | Рава / Џејмс „Роуди” Роудс |
| Шарлејн Вудард      | Вара / Присила Дејвис      |
| Кристофер Макдоналд | Крис Стернс                |
| Кејти Финеран       | Роса Далтон                |
| Коби Смалдерс       | Марија Хил                 |
| Мартин Фриман       | Еверет К. Рос              |
| Оу-Ти Фагбенлe      | Рик Мејсон                 |

## Епизоде
| Бр. еп. | Наслов    | Редитељ   | Сценариста                      | Премијера     |
| --- | --------- | --------- | ------------------------------- | ------------- |
| 1 | Васкрсење | Али Селим | Кајл Бредстрит и Брајан Такер   | 21. јун 2023. |
| У Москви, Талос јури Еверета К. Роса због убиства агента ЦИА-е који је теоретисао о могућој инвазији Скрула у безбедоносне службе на Земљи и планирању изазивања новог светског рата. Марија Хил стиже у помоћ Росу само да би открила да је његов лик преузео један Скрул. Очајна, она позива Ника Фјурија који се враћа на Земљу са свемирске мисије. Фјури открива да је Талос прогнан од стране Скрула и да је његово место заузео Гравик, лидер екстремистичких погледа. Соња Фолсворт киднапује Фјурија и током сесије међусобног испитивања одбија да му помогне у борби са Скрулима. Фјури и Талос ипак сазнају да Гравик планира да постави бомбу на Црвеном тргу како би подигао тензије између Русије и САД. Саучесник у Гравиковим плановима је и Талосова ћерка, Гаја. Фјури, Хилова и Талос не успевају да спрече детонацију, а у насталом хаосу Гравик, са Фјуријевим ликом, прилази Хиловој и упуца је у стомак. |           |           |                                 |               |
| 2 | Обећања   | Али Селим | Брант Енглестајн и Брајан Такер | 28. јун 2023. |
| Године 1997, Фјури регрутује неколико Скрула (укључујући Гравика) како би му помогли у потрази за новим домом тој раси. Данас, Талос каже Фјурију да око милион Скрула живи на Земљи. Гравиков план успева јер САД доводе у везу са бомбашким нападом. Он се састаје са већем своје расе и добија подршку у борби са људима. Фјури се среће са пуковником Џејмсом Роудсом који га отпушта из службе и оптужује за изазивање бомбашког напада и смрт Марије Хил. Фолсвортова открива да Гравик прави машину која ће „ојачати” Скруле, а да пројекат води брачни пар Далтон. Фјури се враћа кући својој жени, Присили. |           |           |                                 |               |
| 3 | Издани    | Али Селим | Роксен Паредес и Брајан Такер   | 5. јул 2023.  |
| Гравик открива већу да има идеју да створи Супер-Скруле комбинацијом ДНК Осветника и суперзлочинаца. Он шаље Скруле у Краљевску морнарицу како би извршили напад на авион Уједињених нација. Талос се среће са Гравиком, али преговори се прекидају када Гравик запрети убиством Гаје. Гаја јави оцу о плану напада на авион. Фјури и Талос уз помоћ Фолсвортове налазе команданта морнарице, Роберта Фербенкса и спречавају напад. Пошто је Гаја откривена, она покушава да побегне, али је Гравик устрели и остави да умре. За то време, Присила контактира непознату особу од које захтева разговор са Гравиком, али је одбијена. |           |           |                                 |               |
| 4 | Вољени    | Али Селим | Брајан Такер                    | 12. јул 2023. |
| Гаја се опоравља од пуцња будући да је пре бега искористила Гравиков строј и добила моћ екстремиса.. Гаја објашњава Талосу да је следећи Гравиков напад усмерен на председника САД, Ритсона. Присила Фјури, која је такође Скрул, се среће са Роудсом, односно Скрулом који је заузео његово место који јој наређује да убије Фјурија. Присила и Фјури се срећу, али не желе да науде једно другом. Фјури се среће са Роудсом и сипа му течност за праћење у пиће. Фјури и Талос прате Роудса и упадају у заседу намењену председнику Ритсону, организовану од наводних руских терориста. Двојац успева да одбије напад на председника, али Гравик убија Талоса пред Фјуријем, који бежи са Ритсоном. |           |           |                                 |               |
| 5 | Жетва     | Али Селим | Мајкл Бим и Брајан Такер        | 19. јул 2023. |
| Неуспех напада на Ритсона изазива губитак поверења у Гравика међу Скрулима. Један од регрута води побуну против Гравика, али их Гравик порази будући да је појачан екстремисом и Грутовим ДНК. Роудс пушта у етар снимак како Гравик прерушен у Фјурија пуца на Хилову. Гаја откива Фјурију да Гравик тражи „жетву”. Фолсвортова разоткрива свог надређеног као Скрула и налази Далтонове. Роудс показује Ритсону на опоравку фотографије „Новог Скрулоса” и предлаже напад НАТО снага на руску територију како би се Скрули неутралисали. Гравик нуди Фјурију мир за жетву. Гаја и Присила праве загробни ритуал за Талоса пре него су нападнуте од стране Скрула које успевају да елиминишу. У Финској, Фјури води Фолсвортову до гроба са његовим именом из ког извлачи жетву: колекцију ДНК Земљиних највећих хероја из Битке за Земљу. Фјури узима бочицу, облачи свој црни мантил и креће на састанак са Гравиком. |           |           |                                 |               |
| 6 | Дом       | Али Селим | Кајл Бредстрит и Брајан Такер   | 26. јул 2023. |
| Фјури се среће са Гравиком на Новом Скрулосу и нуди „жетву” уколико Гравик одустане од уништења Земље. Гравик одбија нагодбу, узима „жетву” и користи је како би истовремено појачао себе, а убио Фјурија. Испоставља се да је Гаја преузела Фјуријев лик и да је такође појачана Гравиковом машином. Они се упуштају у борбу у којој Гаја убије Гравика. За то време, лажни Роудс успева да наговори Ритсона на нуклеарни напад. Фолсвортова и Фјури надмудре Роудса, али Ритсон није сигуран у шта да верује те Фјури убије лажног Роудса како би разоткрио његов идентитет. Ритсон одустаје од нуклеарног напада док Гаја ослобађа заробљенике међу којима су Роудс и Рос. Ритсон објављује општи рат свим ванземаљским врстама на Земљи, а поготово Скрулима којима прети истребљењем. Овакве речи изазивају читав низ насилних догађаја попут убистава како Скрула тако и људи који су били замењени или се верује да су Скрули. Фолсвортова налази Гају и нуди јој сарадњу у борби против Ритсоновог геноцидног плана. Фјури упозорава Ритсона на немире које је изазвао и одлази са Присилом на станицу С.А.Б.Е.Р. где се одржава мировна конференција између Скрула и Крија. |           |           |                                 |               |